# Skon
Skon est une petite île habitée de la commune de Stavanger, en mer du Nord dans le comté de Rogaland en Norvège.

## Description
L'île de 2,25 km2 se trouve au sud du Boknafjord, juste au large de la côte de la péninsule de Stavanger, le long du Byfjorden. L'île se trouve dans un groupe d'îles avec Åmøy (au sud-est), Mosterøy (au nord), Bru (au sud-ouest).
Les trois îles sont reliées à Sokn par des ponts, et le Byfjord Tunnel (en) a son terminus nord sur l'île, reliant toutes ces îles au continent. La majeure partie de l'île est couverte de fermes ou de landes, la majeure partie de la population vivant le long de la rive sud-est.